# La spada nella roccia (film)
La spada nella roccia (The Sword in the Stone) è un film d'animazione del 1963 diretto da Wolfgang Reitherman. È prodotto da Walt Disney Productions e uscito negli Stati Uniti il giorno di Natale del 1963, distribuito da Buena Vista Distribution. 18º Classico Disney, fu l'ultimo ad essere distribuito prima della morte di Walt Disney (avvenuta due anni dopo, nel 1966) ed è stato anche l'ultimo a essere prodotto tutto sotto la supervisione di quest'ultimo. Fu anche il primo film d'animazione Disney a contenere canzoni dei fratelli Sherman, che in seguito scrissero musica per altri film Disney come Mary Poppins (1964), Il libro della giungla (1967) e Pomi d'ottone e manici di scopa (1971).
Il film è basato sul romanzo omonimo di T. H. White, rielaborazione della storia dell'infanzia di Re Artù narrata nella Materia di Bretagna, pubblicato la prima volta nel 1938 e ripubblicato nel 1958 come primo libro della tetralogia Re in eterno. Walt Disney acquisì per la prima volta i diritti cinematografici del romanzo nel 1939 e vari tentativi di sviluppo del film durarono due decenni prima che la produzione effettiva iniziasse ufficialmente.

## Trama
Inghilterra, VI secolo. Il re Uther Pendragon muore senza lasciare eredi. I cavalieri del regno si preparano a combattere per il trono, ma per fortuna un prodigio salva il paese dalla guerra: a Londra appare la "spada nella roccia", una spada conficcata in un'incudine sulla quale c'è una scritta che recita: "Chiunque estrarrà questa spada da questa roccia e da questa incudine sarà di diritto re d'Inghilterra". Molti uomini tentano di estrarre la spada, ma nessuno di loro riesce a smuoverla neanche di un centimetro, ed alla fine la spada prodigiosa viene dimenticata e l'Inghilterra sprofonda nei secoli bui.
Molti anni dopo, un ragazzino orfano di nome Artù, soprannominato Semola per i suoi capelli biondi, è in formazione per diventare uno scudiero. Un giorno, nel mese di luglio, mentre sta accompagnando il fratello maggiore adottivo Caio in una battuta di caccia, Semola si arrampica su un grosso ramo, ma finisce per cadere addosso al fratello mentre egli si apprestava a colpire un cervo con arco e frecce. Per farsi perdonare, il ragazzo si addentra nella foresta per recuperare la freccia e, dopo averla avvistata, si arrampica su un albero per tentare di prenderla. Il ramo però si rompe e Semola cade giù dall'albero, finendo nella casa del mago Merlino il quale, essendo dotato di poteri di chiaroveggenza, sapeva che il giovane sarebbe arrivato e lo stava aspettando. Egli, appassionato cultore di tutte le scienze, ritiene che un ragazzo come Semola debba necessariamente avere un'istruzione accademica e decide di diventare il suo precettore. I due vanno a casa del giovane, un castello gestito da Sir Ettore, padre di Caio e tutore del giovane. All'inizio Ettore non vuole permettere a Merlino di educare Semola, ma poi cambia idea dopo aver visto il mago evocare una bufera di neve al chiuso e gli consente di alloggiare nella torre più pericolante e fatiscente del castello. Quella stessa notte piovosa arriva un cavaliere amico di Ettore, Sir Pìlade, il quale annuncia che il giorno di Capodanno si terrà a Londra un torneo cavalleresco il cui vincitore sarà proclamato re. Sentendo ciò, Ettore decide di far allenare Caio per il torneo in modo che possa essere nominato cavaliere a Natale ed annuncia a Semola che potrà fare da scudiero al fratello solo se farà bene il proprio dovere.
Il giorno dopo, Merlino inizia a istruire il ragazzo. Come prima lezione, i due si trasformano in pesci e nuotano nel fossato del castello per conoscere la fisica. Semola viene improvvisamente attaccato da un luccio affamato e viene salvato da Anacleto, il permaloso gufo di Merlino. Dopo aver ripreso le sue sembianze umane, Semola racconta ciò che è accaduto a lui e Merlino a Sir Ettore, ma non viene creduto e per essersi assentato troppo a lungo, viene mandato a lavare una montagna di piatti sporchi in cucina per punizione. Mentre Semola sta lavorando, Merlino lancia un incantesimo sulle stoviglie in modo che esse comincino a lavarsi da sole e porta con sé il ragazzo per la seconda lezione. I due si trasformano in scoiattoli per conoscere la gravità: Semola viene quasi divorato da un lupo, che già in precedenza aveva tentato invano di ucciderlo, ma per fortuna viene salvato da un giovane scoiattolo femmina, che però si innamora di lui; la stessa cosa accade a Merlino con una femmina di scoiattolo più anziana. Mentre Merlino e Semola riacquistano le sembianze umane e si dirigono verso il castello, la cuoca di Sir Ettore trova la cucina incantata e ne rimane inorridita. Merlino fa ritorno e annulla l'incantesimo che aveva fatto sulle stoviglie. Purtroppo però, il furibondo Sir Ettore rimprovera Merlino per aver usato la magia nel castello e mette in punizione Semola togliendogli il ruolo di scudiero di Caio, passandolo ad un altro giovane, Polidoro.
Per la sua terza lezione, il giorno seguente, Merlino trasforma Semola in un passero e Anacleto gli insegna a volare, dopo esser stato nominato nuovo tutore di Semola a seguito di un battibecco con il padrone. Volando, Semola viene improvvisamente attaccato da un falco e per salvarsi è costretto a volare giù per una canna fumaria, che sfortunatamente porta alla casa della strega Maga Magò, la cui magia, al contrario di quella di Merlino, è finalizzata sull'inganno anziché sulla competenza scientifica. Mentre Magò si appresta ad uccidere Semola ancora sotto le sembianze di uccellino, Merlino arriva sul posto e accetta di battersi con la strega in un duello a colpi di magie: i due maghi si trasformano in vari animali tentando di distruggersi a vicenda. Durante il duello però, Magò infrange le regole da lei stessa stabilite: prima scompare e poi si trasforma i in un drago viola (giustificandosi dicendo che aveva proibito quelli verdi, ma non quelli viola). Proprio mentre tutto sembra perduto, Merlino si trasforma nel germe di una malattia di nome Malignalitaloptereosis, con il quale mette la strega fuori gioco infettandola e facendola ammalare, dimostrando come il cervello prevalga sempre sui muscoli. Avendo imparato la lezione, Semola promette a Merlino di continuare a studiare seriamente.
Cinque mesi dopo, la nevosa vigilia di Natale, Caio viene nominato cavaliere, ma il suo scudiero Polidoro si ammala di orecchioni. A questo punto, Ettore nomina nuovamente Semola come scudiero di Caio, rendendo il ragazzo molto felice. Il giorno dopo, però, Merlino si arrabbia nel vedere che Semola preferisce i giochi di guerra anziché quelli accademici. Disperato, Semola gli spiega che, essendo un orfano, non può diventare cavaliere, quindi per lui diventare scudiero è il massimo a cui può ambire e non saprebbe come fare altrimenti per andare avanti nella vita; sentir ciò fa arrabbiare ancora di più Merlino, il quale ritenendo il ragazzo un ingrato si trasforma in un razzo e vola verso Honolulu (all'epoca non ancora scoperta), gridando "Honolulu arrivo!" e abbandonando Semola e Anacleto.
Ettore, Caio, Pilade, Semola e Anacleto si recano a Londra per il torneo. Prima che la competizione abbia inizio, il ragazzo si rende conto di aver dimenticato la spada di Caio alla locanda, che in quel momento è chiusa per il torneo. In quel momento Anacleto nota la spada nella roccia nel retro di una chiesa e Semola, volendo in qualche modo procurare una spada al fratello, prova a sfilarla dall'incudine e ci riesce senza alcuno sforzo, avverando inconsapevolmente la profezia incisa sull'incudine. Quando Semola ritorna con la spada, Ettore e il cavaliere Black Bart scoprono che si tratta della spada nella roccia e il torneo viene interrotto. Per essere sicuri che sia stato proprio Semola a estrarla, Ettore rimette la spada nell'incudine: il ragazzo, senza alcuno sforzo, estrae nuovamente la spada, stavolta in pubblico.
Tutti i cavalieri gridano "Viva re Artù!" e la folla si inginocchia davanti a lui, primo fra tutti Ettore, che si scusa con Semola per averlo sempre maltrattato, seguito da Caio su incitamento del padre. Semola, incoronato re, si siede nella sala del trono, in compagnia di Anacleto, sentendosi impreparato ad assumersi le responsabilità reali. Dopo aver cercato di fuggire senza successo, re Artù esclama "Come vorrei che Merlino fosse qui!". Proprio in quel momento, Merlino torna dalla Honolulu del XX secolo prima con abiti moderni, che si trasformano nella sua solita divisa da mago. Merlino si mostra euforico nello scoprire che Semola è il re che aveva visto nel futuro e dichiara con disappunto di essersi reso conto che il XX secolo non è poi così migliore del Medioevo, ma soltanto "un bel guazzabuglio moderno". Merlino dice al nuovo re di aver visto, sempre guardando nel futuro, che egli guiderà i cavalieri della Tavola rotonda, diventando una figura leggendaria e molto popolare nel cinema e nella letteratura. Artù accetta il suo destino e fa restare con sè Merlino e Anacleto che lo aiuteranno a essere il grande eroe che è destinato a essere ricordato nella storia.

## Personaggi

Merlino

- Artù (Arthur) soprannominato Semola (in originale Wart, che significa "verruca"): protagonista del film, è un ragazzo orfano di 12 anni ed è il discendente del re d'Inghilterra Uther Pendragon e di Lady Igraine, nonché il futuro Re Artù. Molto magro, goffo e sgraziato, è allo stesso tempo buono, amichevole e cortese. Si fida rapidamente di Merlino ed è piuttosto indulgente con Anacleto e Sir Ettore. Ha una grande immaginazione e spera un giorno di diventare un cavaliere. La sua bontà d'animo lo rende degno di estrarre la spada dalla roccia. Nell'edizione originale Artù venne doppiato da tre attori diversi, il che porta a cambiamenti notevoli nella voce tra le scene. Inoltre, le tre voci hanno accenti di Brooklyn, nettamente in contrasto con l'ambientazione inglese del film e gli accenti pronunciati da tutti gli altri personaggi.
- Mago Merlino (Merlin): il leggendario mago che aiuta ed educa il futuro Re Artù. Egli venne animato da alcuni dei Nine Old Men, tra cui Milt Kahl, Frank Thomas, Ollie Johnston e John Lounsbery. Kahl disegnò il personaggio, affinando gli schizzi dello storyboard di Bill Peet. Merlino può essere riconosciuto dalla barba bianca e massiccia, che spesso gli causa problemi incastrandosi, dal lungo vestito blu con cappello a punta e dal paio di occhiali che indossa. Egli è il mago più potente del mondo: sa fare qualsiasi tipo di magia (anche se, per propria scelta, usa la magia solo a fin di bene) e ha il potere di vedere e vivere, viaggiando nel tempo, ciò che accadrà nel futuro. È molto saggio e crede nella filosofia del "cervello sulla forza", poiché dà valore all'istruzione in contrapposizione alle filosofie di addestramento bellico condivise da gran parte della società. Nonostante la sua saggezza, può essere distratto, smemorato e comicamente goffo.
- Anacleto (Archimedes): il gufo domestico di Merlino, principale elemento comico del film. È un po' scontroso e sarcastico ma anche molto istruito e intelligente, che ha la capacità di parlare come un umano. Sebbene all'inizio sia altezzoso e sprezzante con Semola, lentamente lo prenderà in simpatia. Anacleto è un amico leale che accompagna Semola mentre Merlino lo istruisce (gli salva la vita quando per poco rischia di venire inghiottito da un luccio e gli insegna a scrivere, leggere e volare) ed è lui ad avvertire il padrone che Maga Magò ha rapito il ragazzo. Anacleto rimane, inoltre, con quest'ultimo, che nel frattempo viene proclamato re, mentre Merlino è nel XX secolo.
- Maga Magò (Madame Mim): principale antagonista del film, è un'anziana strega bassa e corpulenta, esperta di magia nera. È l'acerrima nemica di Merlino ed è implicito che i due hanno sempre avuto un rapporto conflittuale. Nonostante sia molto convinta dei suoi poteri soprannaturali, è altezzosa, sadica e disonesta, al contrario del carattere più onorevole e più scientifico di Merlino. Magò venne animata da due dei Nine Old Men, Milt Kahl (che disegnò il personaggio raffinando gli schizzi dello storyboard di Bill Peet) e Frank Thomas. Il primo animò la sua interazione iniziale con Semola, mentre Thomas curò la parte del suo duello di magia con Merlino.
- Sir Ettore (Sir Ector): padrone del castello e padre adottivo di Semola. È un uomo corpulento, dal carattere piuttosto scorbutico; non crede nell'esistenza della magia, finché Merlino non gliene dà una dimostrazione inequivocabile, episodio che lo convince a permettere al mago di educare Semola nel castello. Anche se vuole bene a quest'ultimo, tiene molto alla disciplina e alle regole e spesso lo tratta con durezza, probabilmente perché non ha modo di sapere che il giovane è discendente del re scomparso; quando scoprirà ciò, sarà infatti il primo a scusarsi con Semola e a inchinarsi ai suoi piedi.
- Caio (Kay): figlio naturale di Ettore e fratello maggiore adottivo di Semola. È un giovane alto e magro; anche se Ettore desidera e ottiene di farlo nominare cavaliere per farlo partecipare al torneo il cui vincitore sarà nominato re, è decisamente incapace di giostrare e combattere con la spada, dimostrandosi piuttosto goffo e imbranato. Come il padre, ha un carattere piuttosto scorbutico e, pur avendo a cuore Artù, spesso lo tratta con durezza. Viene nominato "sir" verso la fine del film.
- Sir Pilade (Sir Pellinore): un cavaliere amico di Sir Ettore, che annuncia il torneo in cui Semola estrarrà la spada dalla roccia. È un po' più silenzioso di Sir Ettore ed è un uomo snello. Sembra consapevole della natura di Caio (nota che l'idea di un Re Caio è un'idea spaventosa) e, nonostante interagisce poco con Semola, prende le difese del ragazzo (insieme ad un altro cavaliere), incoraggiandolo nel tentativo di estrarre la spada dopo le interferenze degli altri cavalieri.
- La cuoca: una donna di statura grossa, scorbutica nei confronti di Merlino poiché ha animato i piatti e le stoviglie della sua cucina per pulirli, evitando dunque il lavoro a Semola. È lei ad avvisare Sir Ettore che Polidoro si è preso gli orecchioni.
- Sir Black Bart: un cavaliere barbuto che è il secondo personaggio, dopo Sir Ettore, a riconoscere la spada nella roccia. Insieme a Sir Pilade, è l'unico che insiste affinché Semola provi nuovamente a estrarre la spada dalla roccia.
- Polidoro (Hobbs): un giovane che viene nominato scudiero di Caio dopo che Semola è stato sollevato da tale ruolo per punizione da Sir Ettore. Si ammala di orecchioni verso la fine del film, quindi il suo posto viene preso nuovamente da Semola. Non appare mai fisicamente, venendo solo menzionato.
- La scoiattolina: un giovane scoiattolo femmina che incontra Semola e sviluppa subito un'attrazione per lui. Dopo averlo salvato dal lupo, Semola ritorna alla forma umana, e lei scoppia in lacrime e fugge. Durante la trasformazione di Merlino e Semola in scoiattoli, oltre a lei c'è anche una scoiattola più anziana, che fa vivere al mago le stesse situazioni vissute dal ragazzo durante la loro mutazione in questi animali.
- Il lupo: antagonista secondario del film, è un lupo magro, spelacchiato e piuttosto imbranato che tenta continuamente di divorare Semola ma fallisce sempre. Viene sconfitto dalla scoiattolina che lo fa ruzzolare in un fiume. Ha un ruolo prevalentemente comico.
- Il luccio: antagonista terziario del film, è un feroce luccio che vive nel fossato del castello e cerca di mangiarsi Semola mentre è trasformato in pesce, venendo sconfitto da Anacleto.
- Il falco: quarto e ultimo antagonista del film, è un falco che insegue Semola nel bosco mentre è trasformato in uccello e che alla fine lo perde di vista, essendo caduto nel focolare di Maga Magò.

## Distribuzione

### Data di uscita
Le date di uscita internazionali sono state:
- 25 dicembre 1963 negli Stati Uniti
- 16 gennaio 1964 in Argentina
- 17 gennaio in Brasile
- 15 aprile in Australia
- 28 maggio a Hong Kong
- 18 luglio in Giappone
- 4 dicembre in Emirati Arabi Uniti
- 10 dicembre in Messico
- 14 dicembre in Svezia
- 16 dicembre in Francia
- 17 dicembre in Germania Ovest
- 23 dicembre 1964 in Italia
- 26 dicembre in Danimarca e Norvegia
- 1º gennaio 1965 in Belgio
- 3 dicembre in Austria
- 17 dicembre in Finlandia
- 20 dicembre in Spagna
- 28 dicembre 1969 in Turchia

### Edizione italiana
L'edizione italiana del film è a cura di Roberto De Leonardis e il doppiaggio fu eseguito negli stabilimenti Fono Roma con la partecipazione della C.D.C. e diretto da Giulio Panicali, mentre la direzione musicale venne affidata ad Alberto Brandi. Nell'edizione italiana è stato cambiato il luogo in cui Merlino si dirige dopo essersi arrabbiato con Semola; nell'edizione originale, infatti, egli parte per le Bermuda. A partire dalla prima edizione in VHS nel 1986, il coro finale in italiano fu sostituito con quello originale.

### Edizioni home video
La spada nella roccia fu pubblicato in VHS, Betamax e Laserdisc in America del Nord nel 1986. In Italia fu pubblicato in VHS e Betamax nell'ottobre dello stesso anno; tra le numerose ristampe della VHS pubblicate nei successivi vent'anni, quelle prodotte a partire dal 1996 (riconoscibili dal fatto che la distribuzione è a cura della Buena Vista Home Entertainment) si distinguono per la rimozione di una breve scena in cui Maga Magò dice "Spero che sia una cosa grave, qualcosa di tragico!".
Il film fu distribuito in DVD-Video in Italia nel 2000 dalla Warner Home Video; questa edizione, ristampata dalla Buena Vista l'anno successivo, è caratterizzata da un master video non restaurato, dall'assenza di sottotitoli in italiano e da un buco audio nel finale dell'ultima battuta di Merlino della versione italiana. Il 20 marzo 2001 il film fu pubblicato in America del Nord in una nuova edizione rimasterizzata in VHS e DVD-Video. Entrambe le edizioni includono come extra il cortometraggio Cavaliere per un giorno e il dietro le quinte Magica musica: i fratelli Sherman, mentre il DVD contiene anche il cortometraggio L'eroico ammazzasette, l'episodio di Disneyland "Tutto sulla magia", una galleria di immagini, curiosità testuali sul film e due canzoni in versione canta-con-noi. Per l'edizione italiana del DVD, pubblicata il 26 settembre 2002, la rimasterizzazione dell'audio in italiano provocò altri due buchi; in questa edizione furono inclusi come extra solo i cortometraggi, il dietro le quinte e le canzoni in versione canta-con-noi. Una nuova edizione DVD fu pubblicata, in occasione del 45º anniversario, il 17 giugno 2008 in America del Nord e il 3 settembre in Italia. Essa presenta differenze pressoché nulle sul fronte audio e video rispetto alla precedente; come extra, oltre al gioco interattivo L'accademia magica di Merlino, sono presenti tutti quelli dell'edizione precedente tranne le canzoni in versione canta-con-noi (sostituite da una versione sottotitolata di tutte le canzoni del film) e la versione integrale di "Tutto sulla magia" (di cui sono rimasti solo i primi sette minuti). Per l'occasione furono sistemati due buchi audio della traccia italiana, mantenendo solo quello che occorre durante il primo dialogo tra Semola e Anacleto (rimasto anche nell'edizione BD).
L'edizione Blu-ray Disc fu pubblicata in America del Nord il 6 agosto 2013 e in Italia il 12 marzo 2014 in occasione del 50º anniversario. La rimasterizzazione del film, presentato per la prima volta in 16:9, fu duramente criticata a causa dell'uso eccessivo di riduzione del rumore, tanto che l'ex animatore Disney Andreas Deja la definì "inguardabile" aggiungendo che "sembra che i personaggi siano stati animati con pennarelli indelebili". Come extra sono inclusi i corti, il dietro le quinte e l'inizio di "Tutto sulla magia" già presenti nel DVD, oltre a un inizio alternativo del film e alla possibilità di vedere quest'ultimo in versione canta-con-noi.

## Accoglienza

### Incassi
La spada nella roccia, prodotto con un budget di 4 milioni di dollari, fu un successo finanziario al botteghino e divenne il sesto film di maggior incasso del 1963. Il film venne rieditato nei cinema il 22 dicembre 1972 e il 25 marzo 1983, mentre in Italia ci fu un'unica riedizione il 14 dicembre 1974. In totale il film ha incassato 34.182.353 dollari.

### Critica
Il film venne accolto meglio dai critici britannici che da quelli statunitensi, che pensarono che avesse troppo humour e una "narrazione debole". Rotten Tomatoes riporta che il 66% dei critici ha dato recensioni positive, con un punteggio medio di 6/10. Il suo consenso afferma che "Una ripresa decente sulla leggenda di Re Artù, La spada nella roccia soffre di un'animazione relativamente indifferente, ma i suoi personaggi sono ancora memorabili e accattivanti". Nell Minow di Common Sense Media ha dato al film quattro stelle su cinque, scrivendo: "Classico delizioso porta in vita la leggenda di Artù".
Nel suo libro The Best of Disney, Neil Sinyard afferma che, pur non essendo noto, il film ha ottime animazioni, una struttura complessa, e in realtà è più filosofico di altri film Disney. Sinyard suggerisce che Walt Disney potrebbe aver visto qualcosa di sé in Merlino, e che Magò, che "odia il sole", potrebbe aver rappresentato i critici. Il film ricevette una candidatura all'Oscar alla migliore colonna sonora nel 1964, ma perse a favore di Irma la dolce. La spada nella roccia venne anche candidato all'inclusione nella categoria "animazione" della lista AFI's 10 Top 10 dell'American Film Institute.

## Riconoscimenti
- 1964 – Premio Oscar
  - Candidatura alla Migliore colonna sonora a George Bruns
- 1964 – Boxoffice Magazine Awards
  - Miglior film del mese della famiglia (Gennaio) a Wolfgang Reitherman

## Altri media

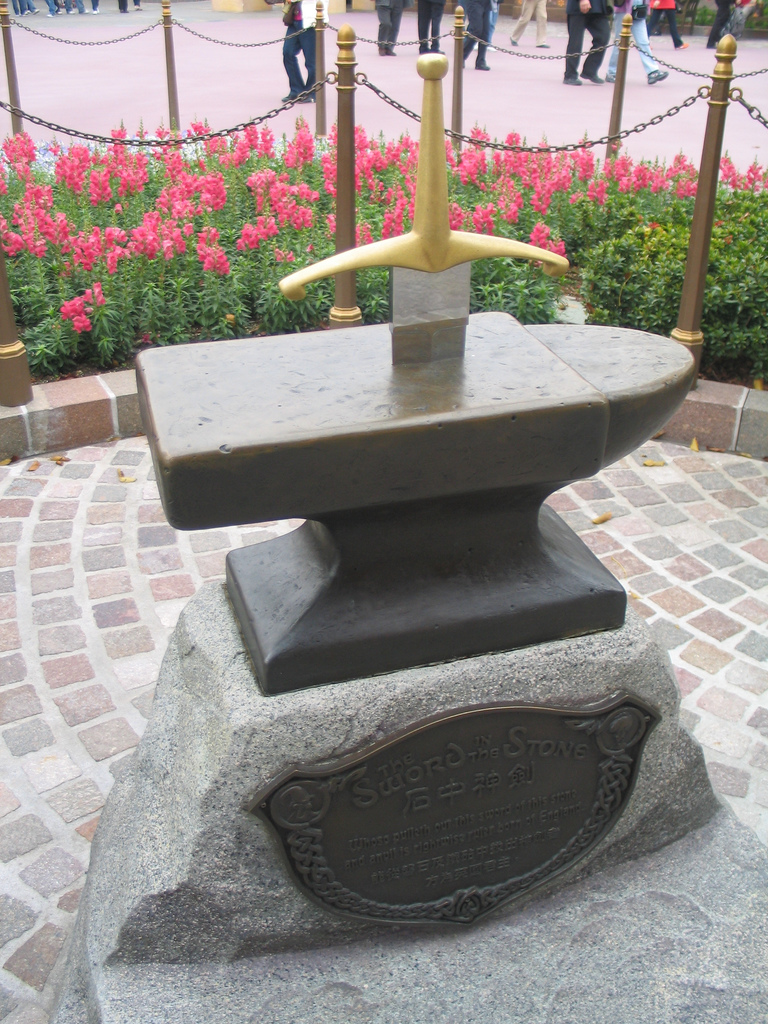
Excalibur a Hong Kong Disneyland.

Diversi personaggi del film appaiono nella serie televisiva House of Mouse - Il Topoclub. Merlino, doppiato da Hamilton Camp in originale e da Mario Bardella in italiano, ha un ruolo importante nell'episodio "Il giorno del noleggio". Maga Magò appare nel film Topolino & i cattivi Disney. Merlino frequenta i Parchi Disney, l'unico personaggio del film ad apparire a Disneyland Resort e Walt Disney World Resort. Egli appare nell'unità di apertura della Walt Disney's Parade of Dreams a Disneyland. Inoltre, nello stesso parco, presenta la cerimonia nell'attrazione King Arthur Carrousel a Fantasyland. Nella quinta stagione della serie TV C'era una volta Emma Swan va da bambina nel 1989 a guardare il film. Nella versione doppiata, in sottofondo è stata mantenuta la colonna audio originale italiana. Il personaggio di Merlino viene introdotto nel videogioco Kingdom Hearts.

## Remake live-action
Nel luglio 2015 viene diffusa la notizia che il film avrà un remake in live-action, su copione di Bryan Cogman, sceneggiatore di diversi episodi di Il trono di spade, e con la regia di Juan Carlos Fresnadillo. Il mese successivo, è stato rivelato che il film sarebbe stato presentato in anteprima esclusiva su Disney+. Enrique Chediak si è unito per servire come direttore della fotografia a settembre, mentre Eugenio Caballero si è unito per servire come scenografo a dicembre. Tuttavia, nel marzo 2024, Fresnadillo ha rivelato che il progetto non sarebbe stato realizzato presto.